# Thick as a Brick - Live in Iceland
| Recensione | Giudizio |
| ---------- | -------- |
| AllMusic   |          |

Thick as a Brick - Live in Iceland è un album e un video di Ian Anderson, leader della band progressive rock inglese dei Jethro Tull, pubblicato in formato doppio CD, in blu-ray, in DVD ed in vinile nell'agosto 2014. In copertina il disco è accreditato a nome di Jethro Tull's Ian Anderson, rimarcando il legame con il gruppo rock britannico  di cui Anderson è il leader dal 1967.

## Il disco
Il disco è la pubblicazione del concerto tenuto da Ian Anderson a Reykjavík (Islanda), nel 2012. Tratto dal tour promozionale di Thick as a Brick 2, il live comprende la completa esecuzione di Thick as a Brick parte 1 e 2.

## Tracce

### CD 1

#### Thick as a Brick
1. Thick as a Brick - 51:48

### CD 2

#### Thick as a Brick 2
1. From a Pebble Thrown - 2:56
2. Pebbles Instrumental - 3:46
3. Might Have Beens - 0:54
4. Upper Sixth Loan Shark - 1:21
5. Banker Bets, Banker Wins - 4:33
6. Swing It Far - 3:33
7. Adrift and Dumfounded - 4:25
8. Old School Song - 3:24
9. Wootton Bassett Town - 3:43
10. Power and Spirit - 2:00
11. Give Till It Hurts - 1:13
12. Cosy Corner - 1:24
13. Shunt and Shuffle - 2:13
14. A Change Of Horses - 8:02
15. Confessional - 3:10
16. Kismet in Suburbia - 4:17
17. What-ifs, Maybes and Might-have-beens - 5:30

### Blu-ray/DVD

#### Thick as a Brick
1. Thick as a Brick

#### Thick as a Brick 2
1. From a Pebble Thrown
2. Pebbles Instrumental
3. Might Have Beens
4. Upper Sixth Loan Shark
5. Banker Bets, Banker Wins
6. Swing It Far
7. Adrift and Dumfounded
8. Old School Song
9. Wootton Bassett Town
10. Power and Spirit
11. Give Till It Hurts
12. Cosy Corner
13. Shunt and Shuffle
14. A Change Of Horses
15. Confessional
16. Kismet in Suburbia
17. What-ifs, Maybes and Might-have-beens

#### Materiale bonus
1. Interview with Ian Anderson
2. Workshop performance of Someday The Sun Won't Shine For You with Montreux Jazz Festival founder Claude Nobs
3. Upper Sixth Loan Shark/Banker Bets, Banker Wins filmed live at Montreux 2012

## Formazione
- Ian Anderson - voce, flauti, chitarra
- Florian Opahle - chitarra elettrica
- John O'Hara - tastiera, fisarmonica
- David Goodier - basso
- Scott Hammond - batteria, percussioni
- Ryan O'Donnell - voce secondaria

Produzione
- James Anderson: produzione
- Geoff Kempin/Terry Shand: produzione Eagle Records
- Jakko Jakszyk: ingegnere del mixaggio (stereo/5.1)
- Mazen Murad: ingegnere del suono/mastering
- Carl Glover: artwork, grafica, fotografia